# Antoine Duhamel
Antoine Duhamel (Valmondois, 30 juli 1925 – Valmondois, 11 september 2014) was een Frans componist die het meest bekendheid verwierf met zijn filmmuziekcomposities.

## Leven en werk

### Afkomst en opleiding
Antoine Duhamel was de zoon van de schrijver Georges Duhamel en van de toneelactrice Blanche Albane. Hij volgde muzieklessen bij onder meer Olivier Messiaen en Norbert Dufourcq aan het Conservatoire national supérieur de musique et de danse de Paris en vooral privéles bij René Leibowitz. Tegelijkertijd studeerde hij psychologie en musicologie aan de Sorbonne.

### Filmmuziekcomponist
Tussen 1954 en 1958 was hij artistiek directeur van de platenmaatschappij 'Les Discophiles français'. In die tijd componeerde hij zijn eerste filmmuziek, voor korte films van onder meer Alexandre Astruc. Hij schreef eveneens muziek voor publiciteitsfilms en tekenfilms. In 1964 schreef hij zijn eerste partituur voor een langspeelfilm: de politiefilm Le Grain de sable (Pierre Kast). Een jaar later ontmoette hij Nouvelle Vaguecineast Jean-Luc Godard voor wie hij de cultfilm Pierrot le fou van muziek voorzag. Godard deed nog enkele keren een beroep op hem. Daarna volgde vier films lang een vruchtbare samenwerking met François Truffaut, een andere prominente vertegenwoordiger van de Nouvelle Vague. Zijn meer dan zestig filmmuziekpartituren componeerde hij dikwijls voor cineasten met een persoonlijk oeuvre zoals Bertrand Tavernier, Jean-Daniel Pollet, Laurent Heynemann, Jean-François Adam en Fernando Trueba. 

### Andere muziekactiviteiten
Daarnaast componeerde Duhamel heel wat symfonische werken, opera's en religieuze muziek.
In 1980 richtte hij de École nationale de musique de Villeurbanne op, die weldra een uitstekende reputatie genoot.
In 2014 overleed Duhamel op 89-jarige leeftijd.

## Filmografie (selectie)
- 1963: Méditerranée (Jean-Daniel Pollet)
- 1964: Le Voleur de Tibidabo (Maurice Ronet)
- 1964: Évariste Galois (Alexandre Astruc) (korte film)
- 1964: Le Grain de sable (Pierre Kast)
- 1965: Pour le Mistral (Joris Ivens) (korte film)
- 1965: Pierrot le fou (Jean-Luc Godard)
- 1966: La Longue Marche (Alexandre Astruc)
- 1966: Roger la honte  (Trappola per l'assassino) (Riccardo Freda)
- 1966: Made in USA (Jean-Luc Godard)
- 1967: The Sailor from Gibraltar (Tony Richardson)
- 1968: Week-end (Jean-Luc Godard)
- 1968: Baisers volés (François Truffaut)
- 1969: La Sirène du Mississipi (François Truffaut)
- 1970: M comme Mathieu (Jean-François Adam)
- 1970: Domicile conjugal (François Truffaut)
- 1970: L'Enfant sauvage (François Truffaut)
- 1974: Un condé (Yves Boisset)
- 1974: Que la fête commence (Bertrand Tavernier)
- 1976: L'Acrobate (Jean-Daniel Pollet)
- 1976: La Question (Laurent Heynemann)
- 1978: La Tortue sur le dos (Luc Béraud)
- 1978: La chanson de Roland (Frank Cassenti)
- 1979: Mais où est donc Ornicar (Bertrand van Effenterre)
- 1979: Le Mors aux dents (Laurent Heynemann)
- 1979: Retour à la bien-aimée (Jean-François Adam)
- 1980: La Mort en direct (Bertrand Tavernier)
- 1989: El sueño del mono loco (Fernando Trueba)
- 1990: Daddy nostalgie (Bertrand Tavernier)
- 1991: L'Affût (Yannick Bellon)
- 1993: Belle Époque (Fernando Trueba)
- 1995: Dieu sait quoi (Jean-Daniel Pollet)
- 1995: Ridicule (Patrice Leconte)
- 1997: La buena vida (David Trueba)
- 1998: La niña de tus ojos (Fernando Trueba)
- 2000: Ceux d’en face (Jean-Daniel Pollet)
- 2002: Laissez-passer (Bertrand Tavernier)
- 2003: Depuis qu'Otar est parti (Julie Bertuccelli)
- 2004: El embrujo de Shanghai (Fernando Trueba)

## Prijzen en nominaties

### Prijzen
- 2002: Laissez-passer: Zilveren Beer voor Beste filmmuziek op het Internationaal Filmfestival van Berlijn
- 2008: Prix Henri-Langlois

### Nominaties voor deCésarvoor Beste filmmuziek
- 1976: Que la fête commence
- 1979: La chanson de Roland
- 1981: La Mort en direct
- 1997: Ridicule

- Bibsys: 4058718
- Biblioteca Nacional de España: XX1166734
- Bibliothèque nationale de France: cb138934804 (data)
- Catàleg d'autoritats de noms i títols de Catalunya: 981058609185106706
- CiNii: DA13552724
- Gemeinsame Normdatei: 123967082
- International Standard Name Identifier: 0000 0001 2128 3618
- Library of Congress Control Number: n84041918
- MusicBrainz: b21a0efc-9ae8-4af4-b836-824e34a5ff23
- Nationale Bibliotheek van Israël: 987007426774105171
- Réseau des bibliothèques de Suisse occidentale: 02-A003196295
- SNAC: w6v98hs7
- Système universitaire de documentation: 03467103X
- Virtual International Authority File: 37101587
- WorldCat: E39PBJmTrky3K7hpd7fpWjXmVC